# Campeonato de Primera División B 1981 (Argentina)
El Campeonato de Primera División B 1981 fue la cuadragésima octava temporada de la categoría, por entonces la segunda división del fútbol argentino. Se incorporaron para el torneo All Boys, Tigre y Quilmes, descendidos de Primera División, y Deportivo Morón campeón de la Primera C.
El campeón fue el Club Atlético Nueva Chicago, mientras que Quilmes obtuvo el otro ascenso al finalizar segundo, y retorno rápidamente a la máxima categoría. Almagro descendió junto con Villa Dálmine que perdió la categoría luego de ser derrotado en un desempate con El Porvenir.

## Formato

### Competición
Se disputó un torneo de 42 fechas, en el cual se disputaron partidos todos contra todos, ida y vuelta. A partir de este torneo, volvió a ponerse en disputa dos ascensos, que fueron para el campeón y subcampeón. Descendían los dos equipos que en la tabla general tuvieran las dos últimas ubicaciones.

## Equipos
| Equipo                 | Ciudad               |
| ---------------------- | -------------------- |
| All Boys               | Buenos Aires         |
| Almagro                | José Ingenieros      |
| Almirante Brown        | Isidro Casanova      |
| Argentino (Q)          | Quilmes              |
| Arsenal                | Sarandí              |
| Atlanta                | Buenos Aires         |
| Banfield               | Banfield             |
| Defensores de Belgrano | Buenos Aires         |
| Deportivo Armenio      | Ingeniero Maschwitz  |
| Deportivo Español      | Buenos Aires         |
| Deportivo Italiano     | Ciudad Evita         |
| Deportivo Morón        | Morón                |
| El Porvenir            | Gerli                |
| Estudiantes (BA)       | Caseros              |
| Gimnasia (LP)          | La Plata             |
| Los Andes              | Lomas de Zamora      |
| Nueva Chicago          | Buenos Aires         |
| Quilmes                | Quilmes              |
| Talleres (RdE)         | Remedios de Escalada |
| Temperley              | Temperley            |
| Tigre                  | Victoria             |
| Villa Dálmine          | Campana              |

## Tabla de posiciones
| Pos | Equipo                 | Pts | PJ | PG | PE | PP | GF | GC | Dif |
| --- | ---------------------- | --- | -- | -- | -- | -- | -- | -- | --- |
| 1º  | Nueva Chicago          | 59  | 42 | 23 | 13 | 6  | 66 | 40 | 26  |
| 2º  | Quilmes                | 55  | 42 | 18 | 19 | 5  | 57 | 33 | 24  |
| 3º  | Banfield               | 49  | 42 | 18 | 13 | 11 | 60 | 49 | 11  |
| 4º  | Arsenal de Sarandí     | 47  | 42 | 19 | 9  | 14 | 68 | 57 | 11  |
| 5º  | Los Andes              | 47  | 42 | 18 | 11 | 13 | 57 | 49 | 8   |
| 6º  | Deportivo Español      | 45  | 42 | 15 | 15 | 12 | 61 | 52 | 9   |
| 7º  | Gimnasia (LP)          | 45  | 42 | 14 | 17 | 11 | 54 | 55 | -1  |
| 8º  | Deportivo Italiano     | 44  | 42 | 17 | 10 | 15 | 46 | 50 | -4  |
| 9º  | Estudiantes de Caseros | 43  | 42 | 16 | 11 | 15 | 67 | 54 | 13  |
| 10º | Deportivo Morón        | 43  | 42 | 13 | 17 | 12 | 47 | 41 | 6   |
| 11º | Atlanta                | 43  | 42 | 16 | 11 | 15 | 56 | 53 | 3   |
| 12º | Temperley              | 40  | 42 | 12 | 16 | 14 | 55 | 59 | -4  |
| 13º | Talleres (RE)          | 39  | 42 | 14 | 11 | 17 | 41 | 57 | -16 |
| 14º | Tigre                  | 38  | 42 | 10 | 18 | 14 | 62 | 56 | 6   |
| 15º | Almirante Brown        | 38  | 42 | 14 | 10 | 18 | 38 | 41 | -3  |
| 16º | Argentino de Quilmes   | 38  | 42 | 12 | 14 | 16 | 47 | 52 | -5  |
| 17º | All Boys               | 38  | 42 | 11 | 16 | 15 | 48 | 55 | -7  |
| 18º | Deportivo Armenio      | 38  | 42 | 13 | 12 | 17 | 59 | 67 | -8  |
| 19º | Defensores de Belgrano | 38  | 42 | 12 | 14 | 16 | 42 | 59 | -17 |
| 20º | El Porvenir            | 35  | 42 | 9  | 17 | 16 | 51 | 55 | -4  |
| 21º | Villa Dálmine          | 35  | 42 | 11 | 13 | 18 | 40 | 66 | -26 |
| 22º | Almagro                | 28  | 42 | 7  | 14 | 21 | 37 | 59 | -22 |

|  | Campeón. Ascendió a Primera División.                        |
|  | Subcampeón. Ascendió a Primera División.                     |
|  |                                                              |
|  | Jugaron un desempate por el segundo descenso a la Primera C. |
|  | Descendió a la Primera C.                                    |

## Desempate por el Descenso
El partido desempate se disputó en el estadio de Atlanta el 15 de diciembre.
| Villa Dálmine | 0 - 0 Pen. 3 - 4 | El Porvenir (p) |

El Porvenir mantuvo la categoría, mientras Villa Dálmine descendió a la Primera C.

## Goleador
| Jugador              | Jugador            | Goles | Equipo        |
| -------------------- | ------------------ | ----- | ------------- |
| Bandera de Argentina | Mario Franceschini | 27    | Nueva Chicago |